# Dnipropetrovsk Challenger 2004
Il Dnipropetrovsk Challenger 2004, noto anche come PEOPLEnet Cup per motivi di sponsorizzazione, è stato un torneo di tennis facente parte della categoria ATP Challenger Series nell'ambito dell'ATP Challenger Series 2004. Il torneo si è giocato a Dnepropetrovsk in Ucraina dal 15 al 21 novembre 2004 su campi in cemento indoor.

## Vincitori

### Singolare
Andrei Pavel ha battuto in finale  Karol Kučera per walkover

### Doppio
Karol Beck /  Jaroslav Levinský hanno battuto in finale  Andrei Pavel /  Gabriel Trifu con il punteggio di 6(4)–7, 7–6(4), 7–6(2)